# 이 땅에도 저 별빛을
이 땅에도 저 별빛을은 한국에서 제작된 김기덕 감독의 1965년 영화이다. 황정순 등이 주연으로 출연하였고 차태진 등이 제작에 참여하였다.

## 출연

### 주연
- 황정순
- 안인숙
- 김천만
- 김용연

## 제작진
- 조명: 박진수
- 미술: 노인택